# Axiocteta
Axiocteta é um gênero de traça pertencente à família Arctiidae.